# Hastula escondida
Hastula escondida é uma espécie de gastrópode do gênero Hastula, pertencente a família Terebridae.